# Bambadjani

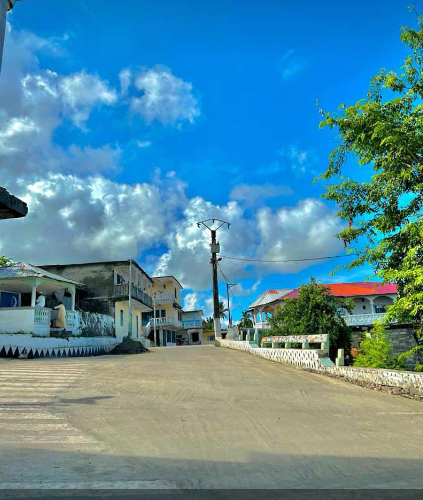
BAMBADJANI HAMAHAMET COMORES

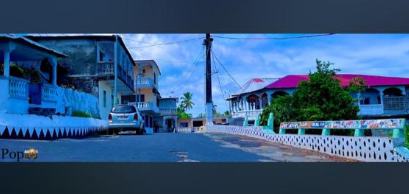
BAMBADJANI HAMAHAMET COMORES

Bambadjani est une ville de l'union des Comores, situé sur l'île de Grande Comore. En 2019, sa population est estimée à 2 349 habitants. Elle se situe à l'ouest de la Grande Comore et fait partie de la région Hamahamet.